# اکتاویا والدو
اکتاویا والدو (انگلیسی: Octavia Waldo؛ زادهٔ ۱ ژانویهٔ ۱۹۲۹) رمان‌نویس، هنرمند، و نویسنده اهل ایالات متحده آمریکا است.
وی همچنین برندهٔ جوایزی همچون برنامه فولبرایت شده‌است.